# Estádio Governador Antônio Carlos Valadares
O Estádio Estadual Governador Antônio Carlos Valadares, apelidado de Vavazão, é um estádio de futebol localizado na cidade de Maruim, no estado de Sergipe. É utilizado principalmente nos jogos de mando de campo do clube local, o Maruinense. 

## Reforma
Se iniciou em 2010 e ao custo estimado de R$ 2 milhões de reais, um longo processo na conclusão das obras de reforma iniciadas as quais teriam por previsão de sua finalização em 2011.  As reforma foi finalizada em 2014. Renovadas mobilizações têm ocorreram em torno da reforma do estádio de modo a concretizá-la.
Com a reforma do Vavazão, a arena promete rivalizar com o Estádio Presidente Médici em Itabaiana o posto de ser a maior e mais completa arena desportiva do interior do estado de Sergipe.
A nível de excelência ainda compete ainda com o Estádio Augusto Franco em Estância e com o Estádio Paulo Barreto em Lagarto.
Além disso, promete dar impulso ao Maruinense, também conhecido como CSM, que atualmente atua no Campeonato Sergipano de Futebol - Série A2.

## Campeonato Sergipano de Futebol de 2013
No corrente ano de 2013, a arena desportiva serviu de palco da principal competição futebolística do Estado de Sergipe: o Sergipão 2013. Foi assim que o time ribeirinho do América de Propriá da cidade de Propriá utilizou como mando de campo suas partidas no local.